# 陳則民

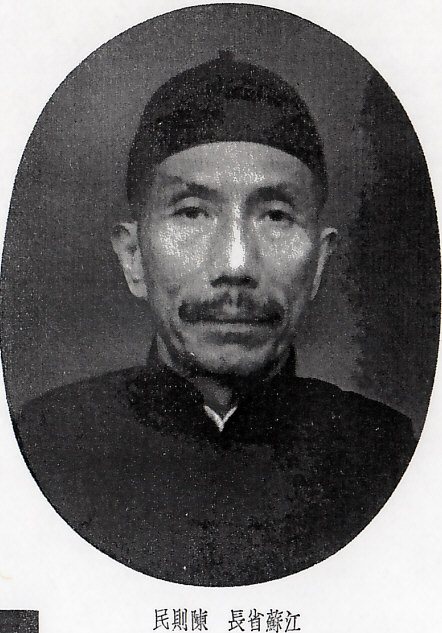
陳則民

陳則民（1881年—1951年），江蘇省蘇州府吴县人、中華民国政治家、律师。

## 生平
他早年留学日本，日本大学法科毕业。归国後，他当选参議院議員、政治討論会副会長。后来他任北京政府的大总統府顧問。1920年（民国9年）之后的3年間，他任蘇州電气公司董事長。此后他在上海任开业律师。他曾任律師公会会長、上海各路商会連合会会長、納税華人理事会理事、蘇州電气廠总办。
抗日战争爆发後，日军攻占蘇州，陳則民任蘇州地方自治委員会会長。1938年（民国27年）3月，他参加中華民国維新政府，任教育部部長。5月，他改任江蘇省省長。在江蘇省省長任上，1940年（民国29年）3月中華民国維新政府同汪精卫政权合流後，他获得留任，任职至同年6月。此後，他任監察院監察区監察使。
日本投降後，陳則民被蒋介石的国民政府逮捕，后来被判处无期徒刑。1949年10月，中華人民共和国成立後，他继续被收监。1951年，他在蘇州的監獄内病逝。享年71岁。